# Экфрасис

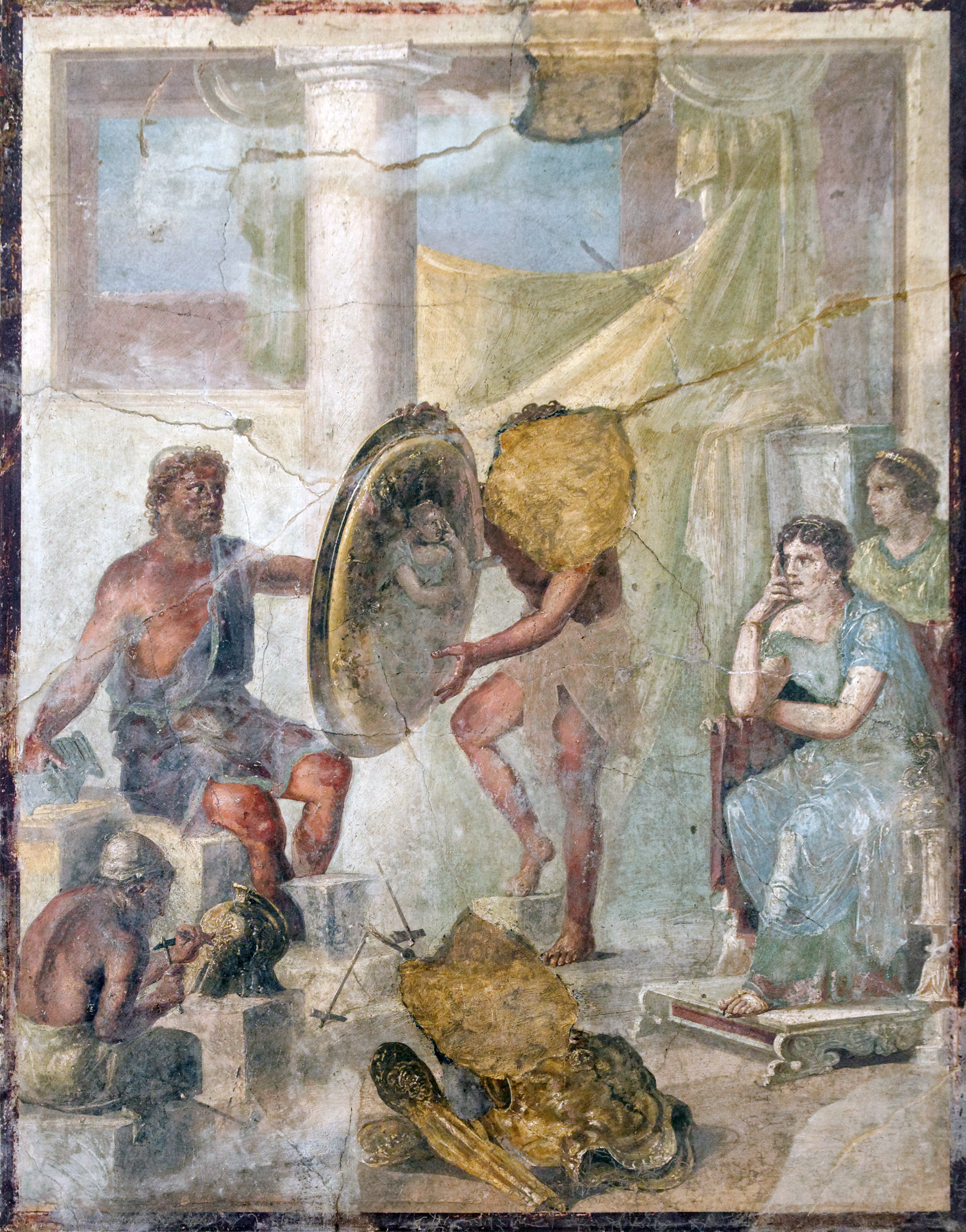
Фетида рассматривает своё отражение в щите, ожидая оружие Ахилла в кузнице Гефеста. Сцена из трагедии Эсхила «Суд об оружии». Фреска из Помпей. Национальный археологический музей, Неаполь

Экфра́сис (др.-греч. ἔκ-φρᾰσις, ἐκ-φράσεως — «изложение, описание», от др.-греч. ἐκ- — «приставка, обозначающая: отделение, удаление; завершение; высокую степень; происхождение» + др.-греч. φράσις, φράσεως — «способ выражения, слог, стиль») — описание произведения изобразительного искусства или архитектуры в литературном тексте. 
В иной формулировке — литературный жанр «описания рукотворных предметов, артефактов, произведений искусства. В античности — литературное описание предмета, несущего изображение другого предмета, как бы отражение отражения».

## История

### Античность
Ранние античные экфрасисы не представляли собой отдельного литературного жанра, это были отступления от основного повествования в формах элегии, эпитафии, эпиграммы; затем — описания знаменитых, иногда воображаемых, произведений искусства. Классический пример такого экфрасиса — описание изображений, будто бы находящихся на золотом Щите Ахилла в XVIII-й песне «Илиады» Гомера, где в 130 строках (478—609) описано, что будет изображено на щите, когда его выкует Гефест:
И вначале работал он щит и огромный и крепкий,

Весь украшая изящно; кругом его вывел он обод

Белый, блестящий, тройной; и приделал ремень серебристый.

Щит из пяти составил листов и на круге обширном

Множество дивного бог по замыслам творческим сделал.

Там представил он землю, представил и небо, и море,

Солнце, в пути неистомное, полный серебряный месяц,

Все прекрасные звёзды, какими венчается небо:

Видны в их сонме Плеяды, Гиады и мощь Ориона,

Арктос, сынами земными ещё колесницей зовомый;

Там он всегда обращается, вечно блюдёт Ориона

И единый чуждается мыться в волнах Океана.

и так далее
Далее следует описание множества изображений, будто бы уместившихся на одном щите: города и народы, бытовые сцены, сражения, в которых вместе со смертными участвуют боги, крестьяне, работающие на полях и виноградниках, пасущиеся стада, хороводы и пляски, «юноши и цветущие девы, желанные многим», их украшения и наряды… Подобным же образом в поэме «Илиада» описана полулегендарная золотая Чаша Нестора как принадлежащая Нестору, царю Пилоса.
Приём экфрасиса античные писатели использовали также для напоминания об исторических событиях, остающихся за границами основного повествования. Например, Вергилий в поэме «Энеида» (29-19 гг. до н. э.) дает подобное гомеровскому описание легендарного щита Энея (книга VIII), на котором изображены сцены из истории Рима от его основания до правления императора Октавиана Августа. В результате события поэмы соотносятся с контекстом священной истории Вечного города. Таким образом, экфрасис связывает прошлое, настоящее и будущее, обычно с назидательскими, морализаторскими или философскими мотивами. Его главная функция — расширение метафорических возможностей поэтического текста. Использование одного и того же предмета, образа, описания дважды: в основном повествовании и вставном эпизоде создает эффект бесконечных отражений по принципу «зеркало в зеркале», подобного в подобном. Близкий античный литературный жанр: апомнемоневмата (записи знаменательных событий), к которому, в частности, относится сочинение Ксенофонта, посвящённое личности и учению Сократа (греч. Ἀπομνημονεύματα Σωκράτους) которое переводят как «Воспоминания о Сократе».
Классическими античными экфрасисами являются «Картины» (греч. Έίκόνες) Филострата Старшего и Филострата Младшего (II—III в. н. э.) и «Экфрасисы» Каллистрата (III—IV в. н. э).

### Средневековье
В западноевропейском Средневековье популярностью пользовалось сочинение, приписываемое ученику Сократа — стоику Кебету Фиванскому, под названием «Картина Кебета» (II в. н. э.). В Византии жанр экфрасисов получил распространение в период Македонского возрождения (IХ-ХI в.). В XIV веке византийский грамматик Максим Плануд собрал и составил сборник греческих экфрасисов в форме эпиграмм. При дворе Палеологов в Константинополе ценили сочинение Иоанна Евгеника «Экфразы» (ок. 1436 г.), написанное в подражание «Картинам» Филострата.

### Новое время
В Новое время в жанре экфрасисов писал изящные стихи Теофиль Готье, некоторые из них вошли в сборник «Эмали и камеи» (первое издание: 1852). Многие строки А. С. Пушкина, которые относят к эпиграммам, являются также и экфрасисами: «Юноша, трижды шагнув…» (о скульптуре Н. С. Пименова «Юноша, играющий в бабки»), «Урну с водой уронив…» (о скульптуре П. П. Соколова «Девушка с кувшином», или «Молочница» в Царскосельском парке), «Кумиры падают!» (о картине Карла Брюллова «Последний день Помпеи»).
Среди известных примеров экфрастической поэзии XX века можно назвать два стихотворных обращения к картине Питера Брейгеля Старшего «Падение Икара»: «Musée des Beaux Arts» У. Х. Одена и «Пейзаж с падением Икара» У. К. Уильямса.

## Характеристика
Экфрастические приёмы литературного текста основываются на ассоциациях и реминисценциях, личных переживаниях и субъективном жизненном опыте, синестезии, воображении автора, зрителя и читателя, они возникают в качестве мысленного рассказа второго художника (после первого, создателя описываемого объекта) о рождении той или иной композиции. Поэтому экфразу называют эвокативной картиной, то есть картиной, вызванной в памяти с помощью иного текста и перенесения этой картины в новый контекст. Гёте использовал в подобных случаях понятие «репрезентативный символ».
Как литературный приём, имеющий аналогии в изобразительном искусстве, экфрасис переносит внимание читателя или зрителя с предмета отображения на стиль его отражения в искусстве. Отсюда усиление художественного эффекта, подчеркивание собственно художественных средств преображения действительности. По этой причине возникает чувство раздвоения: зритель одновременно ощущает предмет изображения и изобразительность приёма художественного «текста». Иногда в воображении возникают сразу три плана: физический объект, его изображение (картина, статуя) и словесное описание объекта и изображения (от автора или вымышленного персонажа). «Совместное воображение художника и зрителя как бы останавливает время, выхватывая объект изображения из его течения (конкретного места и времени его физического бытия), и переносит в метафизические измерения».

## В прочих жанрах
В истории искусства к изобразительным экфрасисам можно отнести композиционный приём «картина в картине» (аналогично вставным эпизодам литературного текста). Таких приёмов можно найти множество в истории классической живописи, к примеру, в знаменитых картинах Д. Веласкеса «Менины», «Пряхи».
Экфрасисы можно обнаружить и в истории архитектуры. Так, например, классический архитектурный ордер есть не что иное, как система художественных тропов (переноса значений) в архитектуре. Это не просто колонны с капителями, а способ создания художественного образа, превращения конструкции в «образ строения» (определение А. И. Некрасова). В более широком значении, по утверждению В. Г. Власова, любая архитектурная композиция мысленно отсылает зрителя к своему первоисточнику и в этом значении является «экфрастической». «Именно временно́й, историко-культурный контекст определяет феномен архитектурных экфраз… Бесконечный ряд образов и представлений дополняют включения в архитектурную композицию произведений живописи, скульптуры, архитектурных мотивов в архитектуре: на стенах зданий, в рельефах и декоративных деталях. Во многих случаях архитектурные композиции, включающие скульптуру, росписи, архитектонические изделия малых форм, например в интерьере храма, не только взаимодействуют, но и предполагают рассказ, требуют вербального изложения иконографической программы, кончетто от заказчика и, следовательно, потенциально содержат в себе множество экфрастических значений. В этом смысле любой канон и даже композиционный тип здания — это скрытая экфраза, которая может быть изложена вербально либо визуально: в виде фрески, картины, миниатюры, гравюры с перспективным и даже идеальным, воображаемым видом постройки».